# Astrid (Satellit)
Astrid ist die Bezeichnung für eine Serie schwedischer, wissenschaftlicher Satelliten, die nach der schwedischen Schriftstellerin Astrid Lindgren benannt sind.

## Astrid 1
Astrid 1 hat eine Masse von nur 27 kg und eine Größe von 29 cm Höhe und 45 cm Länge und Breite. Er wird daher auch als Mikrosatellit bezeichnet. Der Satellit wurde am 24. Januar 1995 zusammen mit einem russischen Navigationssatelliten vom Typ Zikada von einer russischen Kosmos-3M vom russischen Kosmodrom Plessezk gestartet und in einen Orbit mit 82,9° Inklination und ca. 1000 km Höhe befördert. Die wissenschaftlichen Instrumente (insgesamt 4,36 kg schwer und mit 11,88 Watt Stromverbrauch) gingen am 6. Februar in Betrieb, jedoch fielen sie bereits am 1. März desselben Jahres aus. Dennoch konnte der Satellit zeigen, dass man bei geringen Kosten (1,4 Mio. Euro) und zeitnah (ein Jahr Entwicklungszeit) wissenschaftliche Raumfahrt betreiben kann.
Es gibt drei wissenschaftliche Instrumente:
- PIPPI (Prelude in Planetary Particle Imaging) untersuchte neutrale Teilchen (Atome und Moleküle); geladene Teilchen mit bis zu 140 keV Energie werden vom Instrument abgeschirmt und somit nicht detektiert. Auch die Energie der neutralen Teilchen wird gemessen.
- EMIL (Electron Measurements – In-situ and Lightweight) ist ein Elektronenspektrometer.
- MIO (Miniature Imaging Optics) ist ein Paar von Ultraviolettphotometern zur Untersuchung von Polarlichtern und der Hochatmosphäre.

Die drei Forschungsinstrumente sind nach Astrid Lindgrens Geschichten und deren Titelhelden Pippi Långstrump, Emil i Lönneberga  und Mio, min Mio benannt.

## Astrid 2
Astrid 2 ist der Nachfolger von Astrid 1 und befindet sich ungefähr im selben Orbit und ist ebenfalls spinstabilisiert mit Drehachse in Richtung Sonne. Er wurde am 10. Dezember 1998 von Plessezk ebenfalls mit einer Kosmos-3M als Sekundärnutzlast beim Start des Satelliten Nadeshda 5 gestartet. Der Satellit war bis zum 24. Juli 1999 in Betrieb. Die Masse des Satelliten beträgt 29 kg, seine Größe mit entfalteten Solarpanelen 1700 × 1100 × 300 mm. Die Kommunikation mit dem Satelliten erfolgte über zwei Bodenstationen, eine in Schweden und eine in der Antarktis (SANAE-IV-Station).
Astrid 2 besitzt vier Instrumente, ein Langmuir-Sonden-Interferometer, ein Ionen- und Elektronenspektrometer, ein Instrument zur Messung von elektrischen und magnetischen Feldern und ein UV-Photometer. Die Instrumente wiegen zusammen etwa 9 kg und verbrauchen 16 Watt an Energie. Die Datenübertragung zum Boden erfolgt mit 128 kBit/s.